# SIM lock
Sim-Lock — тип блокировки телефона для ограничения работы мобильного телефона в пределах определённой страны, сети (в том числе под определённого виртуального оператора) или с определённым типом SIM-карт.

## Причины блокирования телефонов
Частным случаем Sim-Lock может быть SP lock (Service Provider Lock) — код оператора мобильной связи, который разрешает работу данного телефона только с SIM-картами этого оператора. Примером являются смартфоны MTS 960, 962, 965, 968 для работы в сети МТС, производимые одноимённым оператором сотовой связи в России (Мобильные ТелеСистемы). SP lock осуществляется привязкой аппарата к значениям MCC и MNC (Mobile Country Code/код страны и Mobile Network Code/код оператора) на SIM-карте. При включении телефон проверяет соответствие этих кодов на SIM карте тому, что записано у него в памяти, и в результате либо продолжает нормальный процесс включения, либо отказывается работать, показывая на дисплее, что «SIM-карта не подходит», «Sim card not valid» и т. п.
Блокирование позволяет компании, предоставляющей услуги мобильной связи, избежать использования купленных у неё мобильных телефонов  в сетях других операторов; часто заблокированные телефоны продаются со значительными скидками, причём разницу в стоимости телефона покрывает оператор связи, который надеется окупить свои затраты за счет будущих расходов абонента, приобретающего заблокированный терминал.
Блокировка может устанавливаться также и производителем, которые обычно и продают заблокированные мобильные телефоны. Как правило, компании, продающие заблокированные устройства мобильной связи, также предлагают и возможность их разблокирования за определённую плату или по истечении срока договора (например, договора между клиентом и оператором сотовой связи). Возможно снять блокировку в специализированных сервисных центрах по ремонту мобильных телефонов и смартфонов.
Разблокировать (произвести Unlock) телефон можно при помощи ввода специального разблокирующего кода — определённой цифровой последовательности, которую по истечении срока действия договора оператор связи сообщает клиенту. Этот код может быть функцией от IMEI телефона (и, таким образом, может быть просчитан) или же зашит в внутреннюю флеш-память телефона (и тогда его узнают только через внутреннюю базу данных производителя).
В США операторы сотовой связи T-Mobile и AT&T Mobility разблокируют терминалы в случае, если клиент имеет проплаченный активный счёт в течение 90 дней.
В Великобритании операторам связи разрешается взимать плату за предоставление кода разблокировки. В Бельгии не разрешается продажа заблокированных мобильных телефонов. В Нидерландах операторы связи обязаны предоставлять коды разблокировки по истечении срока действия соглашения с клиентом; в течение первых 12 месяцев действия договора компания может взимать плату за предоставление кода. В Гонконге не разрешается продажа заблокированных телефонов, с исключением для некоторых моделей PDA, в частности, предлагаемых компанией BlackBerry.
В большинстве случаев возможно снятие Sim-Lock (разблокирование мобильного телефона) без участия оператора мобильной связи, а некоторых случаях, наоборот, также и блокирование под оператора, при помощи программно-аппаратных продуктов в сервисных центрах или мастерских по ремонту мобильных телефонов, а также другими способами.
Самостоятельно без участия оператора код разблокировки можно просчитать для некоторых серий телефонов специальным калькулятором (например, для телефонов Siemens C/M/S35 и всей серии Nokia DCT-4 и BB5). Однако производители предпочитают вести базы этих кодов, доступ к которым имеют лишь сервисные центры.
Другим способом разблокировки является так называемая частичная прошивка (partial flashing). При этом в прошивке мобильного телефона обходят проверку на заблокированность. Однако в более или менее новых моделях встроена проверка контрольной суммы прошивки, и при обнаружении её несоответствия телефон перестаёт работать.
Самым корректным методом разблокировки может считаться запись в EEPROM мобильного телефона «чистых» блоков с отсутствующей информацией об SP-lock. Процедура изменения EEPROM довольно сложна и отличается у разных моделей.
Во многих современных моделях мобильных телефонов при разблокировании требуется использование тест-пойнтов на плате устройства.

## Вопрос законности снятия кода
В конце 2006 года Бюро по авторским правам (Copyright Office) были приняты поправки к Акту об авторских правах цифрового тысячелетия (Digital Millennium Copyright Act), которые признали разблокирование мобильных телефонов законным на территории США.